# Fabius de Champville
Gustave Fabius, dit Fabius de Launay ou Fabius de Champville né le 4 juillet 1865 à Paris 10e et mort le 24 octobre 1946 à Paris 9e, est un magnétiseur, dramaturge et poète, journaliste, essayiste et conférencier français.

## Biographie

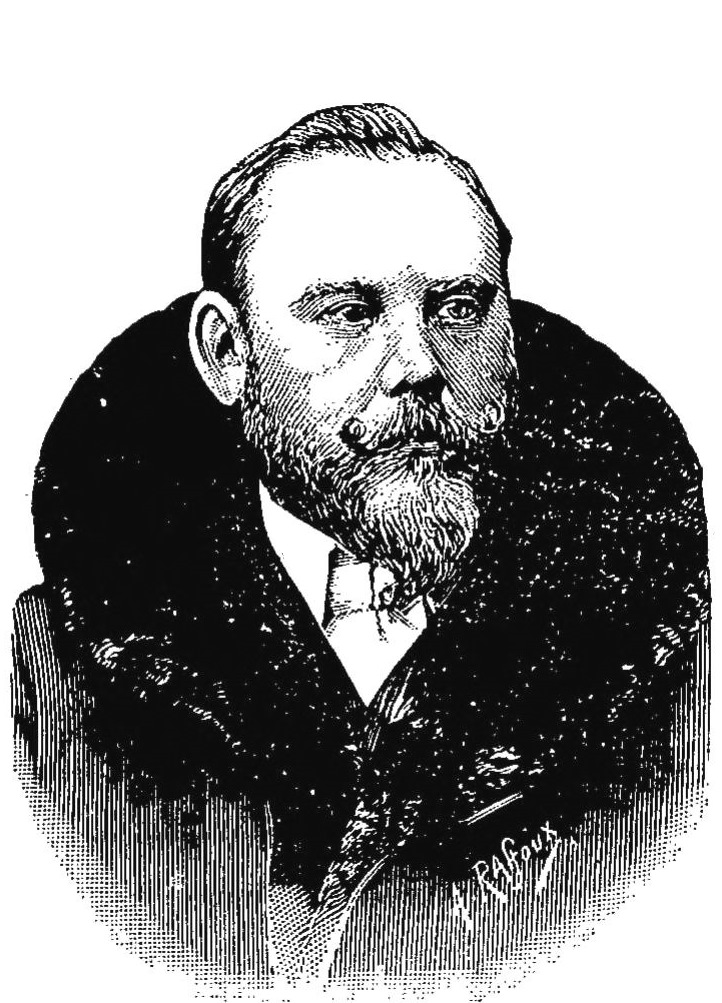
Gustave Fabius

Le père de Gustave Fabius, Alexandre Fabius, est le cousin de l'antiquaire Élie Fabius, grand-père de Laurent Fabius.
Gustave fut rédacteur en chef de La Médecine française, de L'Herboristerie française et de la Revue générale de l'hygiène en France.
Il apprit le magnétisme animal auprès d'Hector Durville.
Il était membre du Parti républicain, radical et radical-socialiste, dont il fut un des vice-présidents.
Franc-maçon, il anima les convents de la Grande Loge de France, son obédience maçonnique. Il fut membre du Conseil Fédéral de la GLDF.
Albert Vigneau soutint et dénonça que, lors d'un atelier dans la loge maçonnique Jean Jaurès de l'obédience maçonnique de la Grande Loge de France, Fabius de Champville, en tant que franc-maçon du 33e degré, aurait défendu la possibilité de l'assassinat politique, y compris au moyen du magnétisme animal, pour défendre la République menacée. Vigneau souligne qu'il est alors président de la société magnétique de France. Par ailleurs, l'occultiste Franz Bardon évoque le thème dans un livre. Toujours selon Vigneau, il fit initier l'aviateur Ramón Franco (frère du général Franco) dans la franc-maçonnerie française au sein de la loge maçonnique Plus Ultra.
Sa dernière parution date de 1939 et il est mort en 1946 à Paris.

## Publications

### Essais
- Comment on défend sa beauté. La Lutte pour conserver santé, jeunesse, force et fraîcheur,
- Bibliothèque de L'Echo du IXe arrondissemente. Représentants élus et principaux fonctionnaires du IXe arrondissement
- Le Comité exécutif du parti républicain radical et radical socialiste de 1897 à 1907
- Camille Desmoulins. Précis historique en vers dit par l'auteur à l'inauguration de la statue de Camille Desmoulins, le 22 septembre 1905, au Palais-Royal
- Le Taudis, causerie faite le 24 mars 1928, mairie du XIIIe arrt...
- Science psychique, d'après l'œuvre de M. Amédée-H. Simonin, Librairie du magnétisme, (1890)
- Comment on défend son bétail, moyens de prévenir et de combattre la fièvre aphteuse, cocotte, L'Édition médicale française, (1900)
- Comment s'obtient le bon cidre, manuel du cultivateur, du propriétaire et du fabricant de cidre, Société d'éditions scientifiques, (1896)
- Jeanne d'Arc, conférence faite aux sociétés d'enseignement et cours d'adultes, F. de Launay, (1899)
- Les Ennemis du blé, essai d'entomologie pratique, par G.-Fabius de Champville,... 3e édition. de Gustave-Fabius de Champville (Reliure inconnue - 1901)
- La Blague d'Aristide, monologue, (1898)
- La Vie d'un lutteur M. Félix Grégoire, (1892)
- Une Inspection, monologue, (1897)
- Le Magisme, étude de vulgarisation, (1894)
- Le Crime nécessaire, monologue, (1897)
- Comment on défend son vignoble, moyens de prévenir et de combattre les maladies de la vigne, (1901)
- Amoureux pari, comédie en 1 acte, en vers, (1899)
- Trois pièces à dire. La Goule. Amourette. Rose de sang, (1899)

### Théâtre
- avec Jorge Destèves, La Trompette universelle, F. de Launay, (1900), (saynète)
- avec Jorge Destèves, Deux monologues secrets d'artistes , F. de Launay, (1900)
- avec Jorge Destèves, Cyrano farceur, scène de cape et d'épée, F. de Launay, (1900)
- Il y a erreur, monologue, F. de Launay, (1898)
- Soirée d'hier, monologue, F. de Launay, (1897)

### Poésie
- Petits essais poétiques, pour être dits, F. de Launay, (1898)
- Petits poèmes amoureux, pour être dits, F. de Launay, (1898)

### Préfaces
- Henri Buffard, Notre combat,
- Jorge Destèves, Les Premières cordes, contes en vers pour être dits.
- Jorge Destèves, Le Jardin d'Éros, (poèmes)

### Articles
- La magnétisation des végétaux, in: 3e congrès international de psychologie expérimentale, Paris, 19-24 juin 1923, Seiten: 1-6
- L'action des eaux minérales naturelles sur les plantes, in: 4e congrès psychique international, Paris, 12-18 juin 1926, Seiten: 1-5
- Action de la radiation humaine sur les plantes et les microbes, in: 4e congrès psychique international, Paris, 12-18 juin 1926, Seiten: 1-4

## Distinctions
- Officier de la Légion d'honneur